# Blossom Dearie for Café Après-midi
Blossom Dearie for Café Après-midi — сборник американской певицы и пианистки Блоссом Дири, выпущенный в Японии 26 марта 2003 года на лейбле Universal в рамках «Café Après-midi», составленной японским музыкальным критиком Тору Хасимото. Альбом отличает от многих тот факт, что здесь присутствуют не только классические записи Verve, но и более поздние работы певицы.

## Отзывы критиков
| Оценки критиков | Оценки критиков |
| Источник        | Оценка          |
| --------------- | --------------- |
| AllMusic        | [ 1 ]           |

Джейсон Анкени из AllMusic написал: «Собранные здесь 29 выступлений демонстрируют всю широту таланта Дири — для певицы с таким отчетливо девичьим, утонченным стилем она была удивительно душевной, ловко управляя перипетиями таких песен, как „I Like London in the Rain“, а также композиций босса-новы, таких как красивые „Meditation“ и „One Note Samba“. Поскольку большая часть материала, представленного, взята с самых редких пластинок певицы, этот японский релиз — настоящая находка даже по импортным ценам — песни идеально подобраны и выдержаны в темпе, а мастеринг безупречен».

## Список композиций
1. «Long Daddy Green» — 3:18
2. «Dusty Springfield» — 1:48
3. «I Know the Moon» — 3:21
4. «Yesterday, When I Was Young» — 5:04
5. «Will There Really Be a Morning» — 3:01
6. «Inside a Silent Tear» — 2:09
7. «Hey John» — 3:25
8. «Sweet Georgie Fame» — 3:18
9. «Sweet Surprise» — 3:12
10. «I Like London in the Rain» — 2:35
11. «Meditation» — 3:03
12. «Dindi» — 2:45
13. «Sweet Lover No More» — 2:17
14. «One Note Samba» — 2:43
15. «I’m Hip» — 2:45
16. «The Shape of Things» — 2:41
17. «Tea for Two» — 3:15
18. «Doop-Doo-De-Doop (A Doodlin' Song)» — 2:12
19. «Moonlight Saving Time» — 1:57
20. «Bang Goes the Drum (And You’re in Love)» — 3:20
21. «The Middle of Love» — 2:30
22. «Plus Je T’Embrasse» — 2:27
23. «Give Him the Ooh la La» — 2:37
24. «Guys and Dolls» — 2:48
25. «Rhode Island Is Famous for You» — 2:10
26. «Boum» (Charles Trénet) — 2:08
27. «Ev’rything I’ve Got» — 2:26
28. «I Hear Music» — 2:03
29. «Tout Doucement» — 2:22

## Участники записи
- Составитель — Тору Хасимото
- Оформление — Нана (Эйсаку Оно)
- Примечания к альбому — Ясуо Мурао, Макото Такэда